# 新疆班

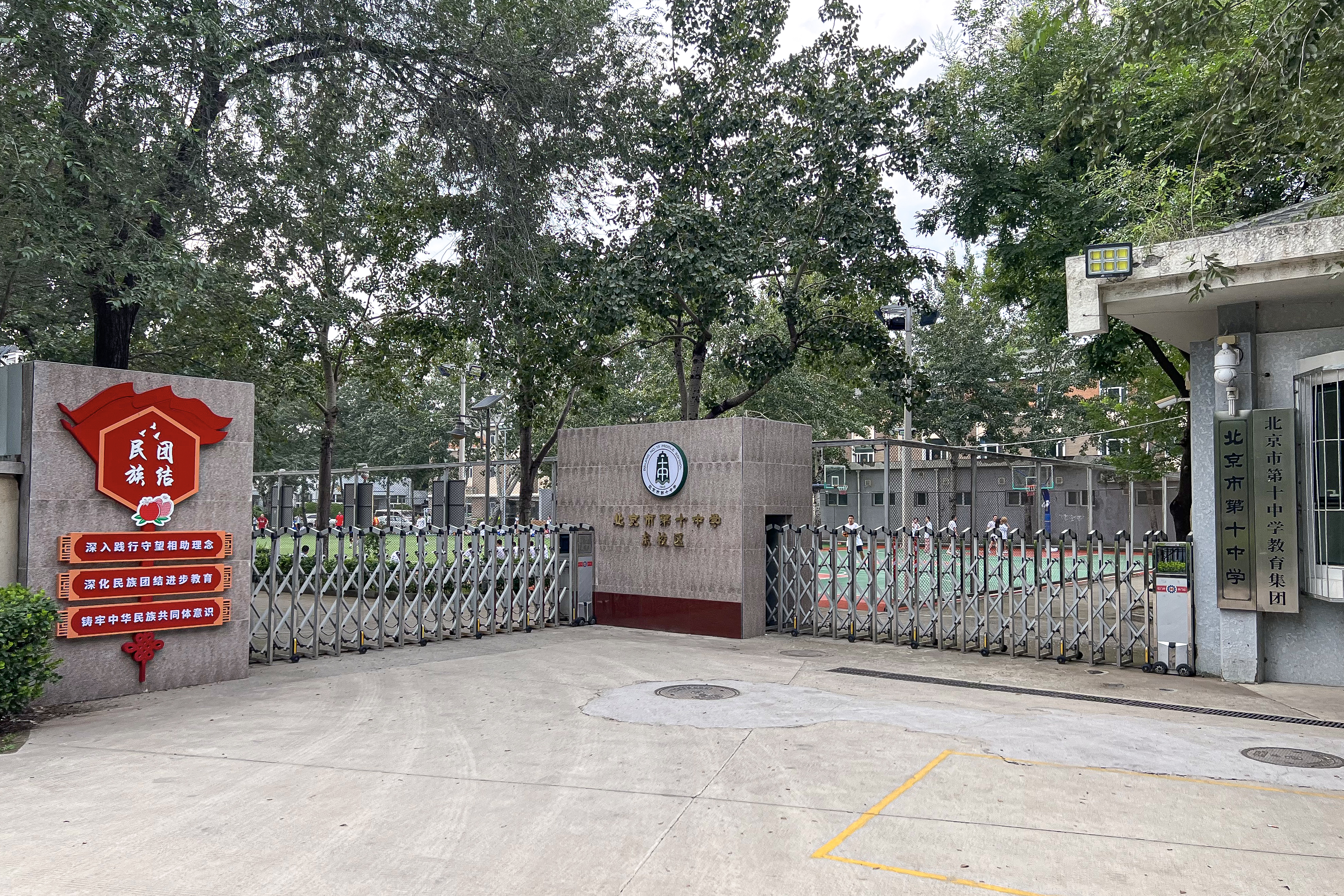
北京市第十中学东校区为该校“内高班”教学区；北京十中2011年8月开始承办内高班

新疆班可以是指内地新疆高中班（内高班）、内地新疆初中班（内初班）、区内高中班，是中国政府为发展新疆教育，培养新疆人才的政策，主要是培養新疆學生對中國、中华民族、中国文化、中国特色社会主义的认同。

## 类型

### 内地新疆高中班
新疆高中班毕业生高校招生录取工作由教育部内地新疆高中班招生工作领导小组办公室具体负责组织，新疆维吾尔自治区教育厅负责配合。录取工作使用“内地西藏班新疆高中班招生工作领导小组办公室”印章。
内地新疆高中班生源为新疆户口学生，通过统一考试选拔，录取后随机分入内地办班学校。内地办班学校多为沿海城市，也有中部城市，如武汉、郑州等。东北地区亦有办班学校。

#### 歷史
1999年，国务院办公厅发布《加强少数民族教育》文件，表示将从2000年秋季开始在指定的内地城市计划招收1000名左右学生，其中80%要求是少数民族农牧民子女，接受纯汉语教学。
2000年，北京、上海、天津、南京、杭州、广州、深圳等12个城市的13所学校开设了新疆班，招收1000名学生。2013年，新疆班的招生规模在已超过9000人，遍布45个内地城市，截至2020年，累计已有超过12万名学生在新疆班接受了高中教育。其中70%的學生為维吾尔族。

### 内地新疆初中班
内地新疆初中班于内地高中班方式不同。应为对口援疆省市定向招生。如湖南对口援疆吐鲁番地区，则湖南指定初中招生时应定向招生一定数量的吐鲁番地区的学生。通过在当地考试的方式吸收生源。

### 区内高中班
区内高中班为新疆的教学条件较好的学校举办的高中班。于内地高中班类似。但内地新疆班的分数线会比区内高中班要高。所以大多未考上内地新疆班的区内初中班学生会考入区内高中班。

### 区内初中班
和区内高中班类似。是由新疆办学条件较好的初中举办的初中班。每年的新疆籍小学毕业生都可以参加报名，通过统一考试后随机分配到离户籍地区较近的区内初中班就读。多数区内初中班学生会通过考试进去内地新疆班。未通过的考试进去内地新疆班的，一般会进入区内高中班就读，或回生源地就近读高中。